# Dagschone
De dagschone of driekleurige winde (Convolvulus tricolor) is een plant uit de windefamilie (Convolvulaceae). 
Het is een meestal eenjarige plant met 20–60 cm lange, rechtopstaande stengels, die aan de bovenkant dicht behaard zijn. De bladeren zijn afwisselend geplaatst, zittend, omgekeerd-eirond tot langwerpig, 1,5–4 cm lang, afgerond en meestal behaard.
De dagschone bloeit van maart tot juni. De bloemen groeien solitair aan 2,5 cm lange stelen in de bladoksels van de bovenste bladeren. De bloemkroon is breed-trechtervormig, 1,5–4 cm lang, driekleurig, in het hart geel, in het midden wit en aan de randen azuurblauw. De kelkbladeren zijn kruidachtig, duidelijk tweedelig en lang behaard. De vruchten zijn behaarde doosvruchten.
De dagschone komt van nature voor in het Middellandse Zeegebied, Portugal en Noordwest-Afrika. De soort komt voor in cultuur- en braakland en langs wegbermen. De plant wordt ook als sierplant gekweekt.